# 隐蔽法西斯主义
隐蔽法西斯主义（英語：Crypto-fascism）是指对法西斯主义或与之接近的思想倾向的秘密支持或钦佩。该术语常用于暗示某个人或团体出于避免政治迫害或政治自毁的目的，将这种支持或钦佩隐藏起来。具有这种倾向的人、组织或思想可以用形容词“隐蔽法西斯主义者”来描述。另一个定义则是，指某人或某组织在政治立场上接近法西斯主义或持有法西斯信仰，但在民主制度框架内运作。